# Giovanni Battista Pastorini
Giovanni Battista Pastorini (Genova, 19 novembre 1650 – Genova, 24 marzo 1732) è stato un poeta e presbitero italiano.

## Biografia
Giovanni Battista Pastorini (o Giambattista o Giovan Battista) entrò nella Compagnia di Gesù e fu prefetto del Collegio di Genova, dove insegnò teologia e filosofia. Scrisse in chiave morale una raccolta di commenti alla Divina Commedia, ad uso degli studenti. Le sue poesie, composte con semplicità e rigore, risentono del petrarchismo. Furono raccolte e pubblicate postume, tranne il sonetto Genova mia.
Nel 1706, nella raccolta di Muratori intitolata Della perfetta poesia italiana, apparve infatti questo sonetto Genova mia, se con asciutto ciglio, in cui Pastorini mostrava tutto il dolore e l'orgoglio della sua città, ferita ma non domata dal bombardamento del 1684, ad opera delle navi francesi. Il sonetto si concludeva col verso Ruine sì, ma servitù non mai, che esprimeva il carattere di Genova, detta la Superba.
Il commento alla Divina Commedia di Pastorini, intitolato Bellezze dantesche, è conservato manoscritto alla Biblioteca Universitaria di Genova.
Pastorini fu associato all'Arcadia col nome di Aleso Leucasio.

## Opere
- Orazion funerale per la morte dell'illustriss. sig. can. Manfredo Settala nell'esequie celebrate in Milano da suoi sig. nipoti nella Basilica di S. Nazaro, in Milano, nella stampa arciuescouale, 1680, SBN UBOE009951.[4]
- Oration panegirica nella festa dell'anno centesimo dalla loro fondazione celebrata in Genoua à 5 d'agosto dalle religiose della Santissima Nunziata dette le Celesti, o sia Turchine recitata nella chiesa del primo lor monistero, Jn Genoua, per Gio. Battista Franchelli. Nel Vico del Filo, 1704, SBN MILE053194.
- Poesie del P. Giovambattista Pastorini della Compagnia di Gesù. Opera postuma, in Palermo, nella Stamperia de' SS. Apostoli, per Pietro Bentivenga, 1756, SBN BVEE095769.